# مدرسه جن‌زده ۲
مدرسه جن‌زده ۲ (انگلیسی: Gakkō no Kaidan 2) یک فیلم ترسناک ژاپنی محصول ۱۹۹۶ به کارگردانی هیده‌یوکی هیرایاما است.